# Oberneukirchen (Alta Áustria)
Oberneukirchen é um município da Áustria localizado no distrito de Urfahr-Umgebung, no estado de Alta Áustria.